# Crise de Burnt Church
La crise de Burnt Church, ou crise du homard, est un conflit opposant les pêcheurs de homards micmacs de la première nation de Burnt Church (Nouveau-Brunswick) à des pêcheurs non-autochtones de la région, entre 1999 et 2002.

## Causes
Les pêcheurs non-autochtones sont contre le droit des Micmacs de pouvoir pêcher le homard hors-saison en ayant pour argument que cela aurait pour effet de faire diminuer drastiquement les réserves qui sont leur moyen de subsistance.
Le 17 septembre 1999, la Cour suprême du Canada reconnaît que, d'après le Traité de 1752 et le Traité de 1760-1761, le Micmac Donald Marshall Jr. avait le droit de pêcher l'anguille hors-saison. La Cour Suprême a mis en avant le droit du peuple autochtone à vivre simplement, selon les standards de notre époque, grâce au commerce et à l'utilisation de ressources pour obtenir des biens commerciaux.

## Déroulement
Le jugement de la cour autorise aux Autochtones une pêche "modérée", une limite évasive qui ne fait qu'accroître les tensions. En effet, les pêcheurs non-autochtones manifestent en brisant plusieurs casiers à homards qui appartenaient à des Autochtones. Par la suite, des Autochtones se vengent en vandalisant des embarcations et des bâtiments appartenant aux non-Autochtones.
Le gouvernement fédéral donne l'ordre aux Autochtones de réduire le nombre de casiers à homards utilisés afin de protéger les réserves. Les Autochtones protestent en affirmant que leurs méthodes étaient déjà adéquates afin de préserver les réserves de homards. L'année 2000 connaît plusieurs altercations entre les Autochtones et les forces de police. Le gouvernement fédéral fait une offre matérielle aux Autochtones, qui est refusée, car ceux-ci croient qu'en acceptant l'offre, ils perdraient tous leurs droits de pêche garantis dans les traités.

## Conséquences
Vingt ans plus tard, le gouvernement canadien n'a toujours pas clarifié le jugement de la cour suprême, ce qui mène plusieurs autres groupes ethniques canadiens à reprendre en main leurs politiques de pêche, clamant que celles-ci découlent de leur droit à l'auto-gouvernance.